# Ministeri de Foment de Grècia
El Ministeri de Foment de Grècia (en grec: Υπουργείο Ανάπτυξης) es va crear al gener de 1996 per l'aleshores primer ministre Costas Simitis mitjançant la fusió de tres antics ministeris: el Ministeri d'Indústria, Energia i Tecnologia, el Ministeri de Comerç i el Ministeri de Turisme. El Ministeri de Foment va ser abolit després de l'elecció de 2009 i el seu paper assumit per l'acabat de crear Ministeri de Desenvolupament, Competitivitat i Navegació.

## Llista de ministres de Foment
|   | Nom                   | Entrada                | Sortida                | Partit                           | Notes |
| - | --------------------- | ---------------------- | ---------------------- | -------------------------------- | ----- |
| 1 | Vasso Papandreou      | 21 de febrer de 1996   | 19 de febrer de 1999   | Moviment Socialista Panhel·lènic |       |
| 2 | Evànguelos Venizelos  | 19 de febrer de 1999   | 13 d'abril de 2000     | Moviment Socialista Panhel·lènic |       |
| 3 | Nikos Christodoulakis | 13 d'abril de 2000     | 24 d'octubre de 2001   | Moviment Socialista Panhel·lènic |       |
| 4 | Akis Tsochatzopoulos  | 24 d'octubre de 2001   | 10 de març de 2004     | Moviment Socialista Panhel·lènic |       |
| 5 | Dimitris Sioufas      | 10 de març de 2004     | 19 de setembre de 2007 | Nova Democràcia                  |       |
| 6 | Christos Folias       | 19 de setembre de 2007 | 8 de gener de 2009     | Nova Democràcia                  |       |
| 7 | Kostis Khatzidakis    | 8 de gener de 2009     | 7 d'octubre 2009       | Nova Democràcia                  |       |